# Valga (Estonia)
Valga è una città (in estone linn) dell'Estonia meridionale, capoluogo della contea di Valgamaa; conta circa 14 000 abitanti e sorge a ridosso del confine tra Estonia e Lettonia. Costituisce un unico nucleo urbano con il comune lettone di Valka, tagliato in due dalla linea di frontiera.